# Natalja Lwowna Kljutscharjowa
Natalja Lwowna Kljutscharjowa (russisch Наталья Львовна Ключарёва; * 1981 in Perm) ist eine russische Schriftstellerin, die seit 2023 in Deutschland lebt.

## Leben
Kljutscharjowa wurde 1981 in Perm geboren und studierte an der Staatlichen Pädagogischen Universität von Jaroslawl. Seit 2002 veröffentlicht sie Lyrik und Prosa. Sie arbeitete als Redakteurin der Moskauer Zeitschrift zu Bildung und Erziehung Perwoje sentjabrja (Erster September), später als Dramaturgin und Kinderbuchlektorin.
2006 erschien ihr erster Roman Rossija: obschtschi wagon (Ü: Russland: Waggon vierter Klasse), der in acht Sprachen übersetzt wurde und 2010 auf Deutsch unter dem Titel Endstation Russland von Suhrkamp herausgebracht wurde. Die Autorin benutzt den Topos „Russland als Tollhaus“. Der Petersburger Student Nikita fährt in der Eisenbahn durchs Land und lässt sich von wildfremden Personen ihr Leben erzählen. Die Geschichten wühlen ihn dermaßen auf, dass er zum Anführer eines Rentnerkreuzzuges zum Roten Platz wird. Ilma Rakusa nennt den Roman „ein vielfarbig schillerndes Panorama des heutigen Russland, das an Irrwitz so schnell nicht zu übertreffen ist“ und zahlreiche Anspielungen auf Puschkin, Gogol, Dostojewski, Platonow und Bulgakow enthält.
2010 erschien ihr zweiter Roman Derewnja durakow in Moskau, er wurde 2012 auf Deutsch übersetzt als Dummendorf. Der 28-jährige Geschichtsstudent Mitja hat genug von den trockenen Studien an der Universität. Er will raus ins echte Leben und an einer Dorfschule unterrichten. Wie in Gogols Theaterstück "Der Revisor" wird er dort erstmal für einen feindlichen Beamten gehalten, denn die Behörde droht schon lange, die Schule mit den nur noch elf Kindern zu schliessen. Misstrauen, Aberglaube, Alkoholismus und Verbitterung schlagen ihm entgegen, Trost bietet der blühende Garten der beiden Alten, bei denen er Unterkunft findet. Und etwas ausserhalb befindet sich Dummendorf: "Da kümmern sich Ausländer um unsere Psychos. (...) Für ohne Geld. (...) Dumme kümmern sich um andere Dumme." (S. 11) Die Begegnung mit dem sozialen Experiment ist für Mitja beängstigend und faszinierend, aber bald führt eine Denunziation zur Katastrophe. Dietmar Jacobsen nennt den Roman in seiner Rezension eine "Mischung aus Dorfroman, Märchenidylle und bitterer Sozialsatire."
2010 war sie Gast beim Internationalen Literaturfestival Berlin.
2014 war sie im Museumsquartier Wien Artist in Residence.
Auf Social Media sprach sie sich vehement gegen den russischen Angriffskrieg auf die Ukraine aus. Am ersten Tag des russischen Überfalls auf die Ukraine 2022 begann sie ein Tagebuch und hielt so die Abgründe von Angst, Trauer, Scham und Schuldgefühlen fest, um nicht verrückt zu werden. Verzweifelt beobachtet sie die Gleichgültigkeit der allermeisten Mitbürger, versucht mit wenigen Gleichgesinnten kleinste Protestaktionen zu realisieren und fragt sich, wie sie mit alten Freunden umgehen soll, die den Krieg gutheissen. Auf der Suche nach Vorbildern stößt sie auf Lew Rubinstein, Daniil Charms und Kurt Reuber. Als sie über letzteren ein Theaterstück verfassen wollte, wurde sie von einer Dramaturgin denunziert. Um einer Verhaftung zu entgehen, floh sie mit ihren zwei Töchtern und dem Manuskript ihres Tagebuches nach Deutschland. Es erschien 2023 unter dem Titel Tagebuch vom Ende der Welt im Suhrkamp Verlag.
Am 12. Juni 2024 veranstaltete die Deutsche Gesellschaft für Osteuropakunde in der Kaiser-Wilhelm-Gedächtniskirche mit der Autorin ein Interview mit Lesung. Ein Mitschnitt davon ist als Podcast veröffentlicht.

## Werke (auf Deutsch erschienen)
- Endstation Russland. Suhrkamp, Berlin 2010, ISBN 978-3-518-46157-0, übersetzt von Ganna-Maria Braungardt.
- Dummendorf. Suhrkamp, Berlin 2012, ISBN 978-3-518-12640-0, übersetzt von Ganna-Maria Braungardt.
- Tagebuch vom Ende der Welt. Suhrkamp, Berlin 2023, ISBN 978-3-518-12781-0, übersetzt von Ganna-Maria Braungardt.

## Preise
2008 erhielt Natalja Kljutscharjowa für ihre Erzählung Odin den w raju (Ü: Ein Tag im Paradies) den Juri-Kasakow-Preis.